# Centre de données astronomiques de Strasbourg
Il Centre de données astronomiques de Strasbourg (CDS; in italiano: Centro dati astronomici di Strasburgo) è un centro dati dedicato alla raccolta e alla distribuzione in tutto il mondo di dati astronomici. È stato fondato nel 1972 con il nome Centre de Données Stellaires (Centro dati stellari). Esso ospita la base di riferimento mondiale per l'identificazione di oggetti astronomici; i suoi obiettivi consistono:
- nel raccogliere tutte le informazioni utili, riguardanti gli oggetti astronomici, disponibili in forma informatizzata, nonché i dati delle osservazioni prodotti dagli osservatori di tutto il mondo, al suolo o nello spazio;
- nel distribuire i risultati nella comunità astronomica;
- nel condurre delle ricerche utilizzando questi dati.

## Il CDS e l'osservatorio virtuale
A partire dagli anni settanta il CDS raccoglie, cataloga e rende accessibili mediante la rete Internet dati astronomici di ogni genere: articoli scientifici, dati osservazionali, immagini digitalizzate. Gli astronomi di tutto il mondo si servono delle sue risorse, tramite i servizi:
- SIMBAD, un database di oggetti astronomici
- VizieR, un servizio di catalogo astronomico
- Aladin, un atlante del cielo interattivo

## Amministrazione
Il CDS è connesso all'osservatorio di Strasburgo, e dipende quindi a sua volta dal CNRS e dall'Università Louis Pasteur di Strasburgo.